# Императорский скорпион
Императорский скорпион (лат. Pandinus imperator) — крупный вид скорпионов из семейства Scorpionidae, популярный при домашнем разведении в террариумах.

## Описание
Достигает 20 см в длину и весит до 30 г (самки до 50). Встречается в Африке (Гана, Гвинея, Демократическая Республика Конго, Кот-д’Ивуар, Нигерия, Того и др.). 
Императорские скорпионы живут в тропических и экваториальных дождевых лесах; свободно или в вырытых норках длиной до 30 см. Жалят редко, для человека относительно безопасны (ужалить могут молодые особи или самки с выводком).
Императорский скорпион — это один из самых популярных у любителей скорпионов видов этих паукообразных. Лёгок при домашнем разведении, хорошо размножается в неволе. В 1995 и 1996 годах из Западной Африки было экспортировано около 100 000 особей. Для ограничения его изъятия из дикой природы он вместе с другими видами рода Pandinus был занесён в специальный список CITES (Конвенция о международной торговле видами дикой фауны и флоры, находящимися под угрозой уничтожения).
Отмечена субсоциальность: самки и их потомство живут совместно. Добычу Pandinus imperator ловит клешнями, затем сдавливает её и потребляет, разделяя на части. Ядом императорский скорпион умертвляет исключительно только крупную добычу, которую не способен удерживать своими мощными педипальпами.